# Bayerisch-Schwäbischer Jakobusweg
Der Bayerisch-Schwäbische Jakobusweg ist ein Fernwanderweg und Abschnitt des Wegenetzes des Jakobsweges. Am 23. Oktober 1987 wurde der Jakobsweg der erste europäische Kulturweg. Er führt seit 2003 von Oettingen über Augsburg nach Lindau durch Bayerisch-Schwaben. Die Beschilderung des Weges wird durch die im gleichen Jahr gegründete Jakobuspilgergemeinschaft-Augsburg gepflegt.

## Verlauf

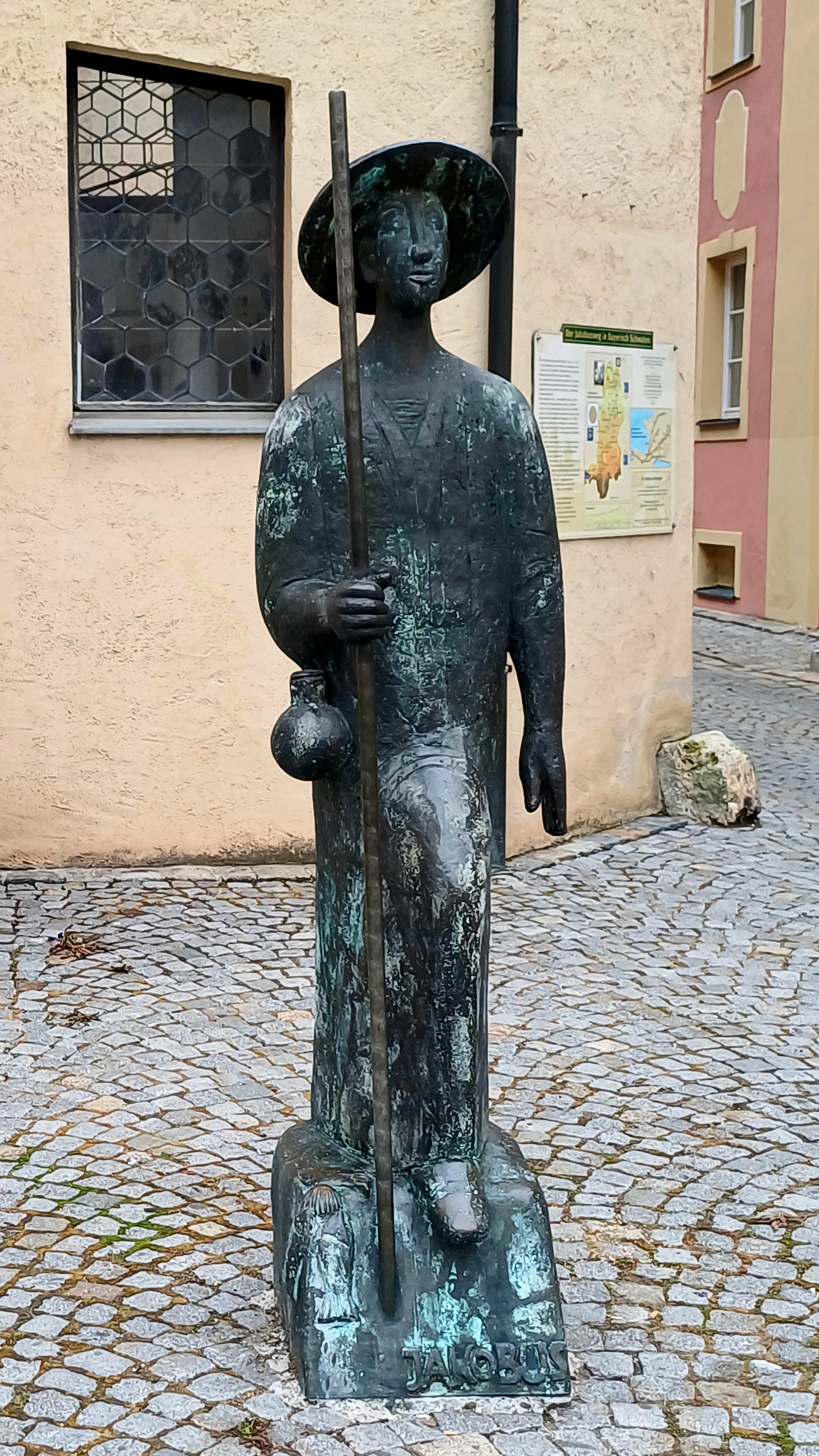
Statue am Beginn des Jakobswegs

Der 309 Kilometer lange Weg führt von der Oettinger Jakobskirche entlang des Ostrandes des Nördlinger Rieses über den Wallfahrtsort Wemding nach Harburg, danach über Donauwörth die Schmutter und den Lech entlang nach Augsburg. Hier trennt sich der Wanderweg. Die westliche Variante Augsburg – Oberschönenfeld – Babenhausen – Memmingen verläuft durch das Gebiet der Stauden. Als Wegpunkt sei hier die Kirche St. Jakobus maj. in Wollmetshofen erwähnt, eine Besonderheit des Gotteshauses ist die, nur zweimal weltweit existente Darstellung des schlafenden Apostels Jakobus. Diese Variante ist circa 35 Kilometer länger als die östliche Variante Augsburg – Türkheim – Bad Wörishofen – Ottobeuren, weiter der Wertach folgend und dann durch das Unterallgäu. Nach der Vereinigung der beiden Varianten in Bad Grönenbach verläuft der Weg über Buchenberg und Lindenberg im Allgäu nach Lindau und zur Jakobskapelle in Nonnenhorn. Seit 2005 führt eine weitere beschilderte Route als Zuführung von Schrobenhausen über Friedberg nach Augsburg, das mit der Kirche St. Jakob und dem Pilgerhaus eine wichtige Station der mittelalterlichen Pilger bildete.

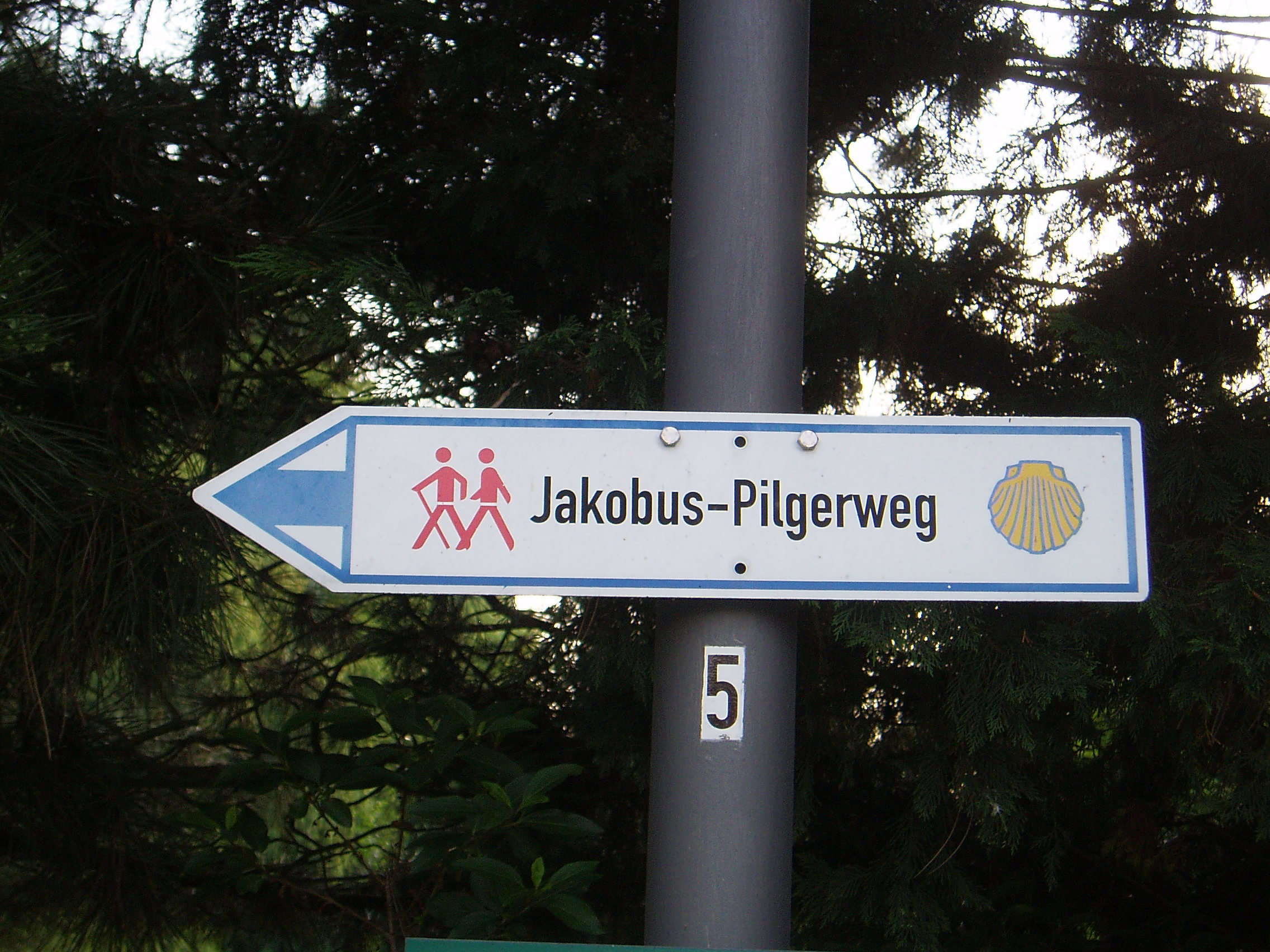
Wegweiser

Da der historisch belegte Pilgerweg von der mittelalterlichen Metropole Augsburg nach Süden auf den Handelsstraßen lag, die heute ebenfalls wichtige Verkehrsachsen bilden, wurde ein neuer, ruhigerer Verlauf des Jakobswegs über Wanderwege entlang der alten Jakobusverehrungsstätten wie Kirchen und Kapellen gelegt, an denen wie auch an anderen Etappenzielen Hinweistafeln zum Weg angebracht wurden. Die Kennzeichnung am Weg erfolgt über eine gelbe Jakobsmuschel auf weißem Grund, an den Abbiegungen mit Schildern, im Verlauf mit Aufklebern. Entlang des Weges können die Pilger in verschiedenen Kirchen Stempel für den Pilgerausweis erhalten.

## Verknüpfungen
Der Bayerisch-Schwäbische Jakobsweg bildet einen Abschnitt der Wege der Jakobspilger nach Santiago de Compostela. Durch seinen Startort Oettingen verläuft auch der Jakobsweg Nürnberg – Ulm – Konstanz. In Donauwörth mündet der von der tschechischen Grenze kommende Ostbayerische Jakobsweg auf den bayerisch-schwäbischen. In Buchenberg mündet der Münchner Jakobsweg in diesen Jakobsweg.
Ab Weiler-Simmerberg zweigt eine Variante nach Bregenz ab. Sowohl von Bregenz als auch von Lindau führt der Weg weiter über den Bodensee, an dessen Südufer der Weg seine Fortsetzung durch die Schweiz ab Rorschach als St. Gallerweg und Appenzellerweg zum Schwabenweg findet.